# Yang Xiong
Yang Xiong (揚雄T, Yáng XióngP; 53 a.C. – 18) è stato un poeta, scrittore e letterato cinese vissuto durante la dinastia Han, famoso per i suoi scritti filosofici e per i suoi fu.

## Biografia e carriera
Come altri grandi scrittori della dinastia Han, Yang proveniva da Shu, più specificamente dall'area di Pi (moderna contea di Pi, Chengdu). Yang sosteneva che la sua famiglia si trasferì a sud dallo stato di Jin durante una guerra civile del secolo VI. Da giovane, Yang era un ammiratore ed emulatore di Sima Xiangru e dello stile del "grande fu" dei primi Han. La sua abilità e il suo successo nel comporre fu gli fecero guadagnare un invito alla capitale imperiale di Chang'an per servire come "Funzionario in attesa", responsabile di scrivere poesie e fu per l'imperatore.
L'incarico di Yang richiedeva che egli encomiasse la virtù e la gloria dell'imperatore Cheng e la magnificenza delle uscite imperiali, ma egli era turbato dallo sfarzo prodigo della corte imperiale. Tentò di ritornare al genere di fu focalizzato sul "rimprovero persuasivo" (諷T, fěngP), considerato da Yang come lo scopo originale dei primi scritti di tipo fu di Qu Yuan, ma i suoi rimproveri così espressi furono ignorati dell'imperatore Cheng.
L'opera più famosa di Yang, Fa yan, è testo filosofico realizzato sulla base dei Dialoghi di Confucio, in cui critica i fu scritti in un linguaggio ricercato ed esoterico che ignorano le questioni morali. Altre opere di Yang sono il Taixuanjing, un testo divinatorio basato sull'Yi Jing, il Jiěcháo (解嘲S), uno dei più conosciuti "fu della frustrazione", e il Fangyan, una raccolta di termini dialettali provenienti varie parti della Cina del suo tempo.
Insieme a Sima Xiangru, Yang era uno dei più famosi e illustri uomini dell'intera dinastia Han. Il Libro degli Han dedica a Yang e Sima un capitolo diviso in due parti, un onore che supera anche quello dei generali e dei ministri più famosi.

## Filosofia
Yang non credeva che la natura umana fosse intrinsecamente buona, come affermava Mencio, ma neanche intrinsecamente malvagia, come asseriva Xunzi, ma una combinazione delle due. Era uno stretto collaboratore del funzionario e filosofo Huan Tan, un realista dei Testi antichi che sarebbe stato notevolmente influenzato dalle opere di Wang Chong. Yang è conosciuto anche per la sua opposizione contro la verbosità dei fu. Era chiamato da Huan Tan come il "Confucio proveniente da Occidente".